# New Religion
New Religion är sleazebandet Crazy Lixx andra skiva. Det släpptes mars 2010.

## Låtlista
1. Rock And A Hard Place
2. My Medicine (R.O.C.K)
3. 21 'Til I Die
4. Blame It On Love
5. Road To Babylon
6. Children Of The Cross
7. The Witching Hour
8. Lock Up Your Daughter
9. She's Mine
10. What Of Our Love
11. Desert Bloom
12. Voodoo Woman